# Топен, Элуа Шарльмань
Элуа Шарльмань Топен (фр. Éloi Charlemagne Taupin; 1767—1814) — французский военный деятель, дивизионный генерал (1813 год), барон (1808 год), участник революционных и наполеоновских войн.

## Биография
Родился в семье фермера. 14 мая 1787 года поступил на военную службу солдатом пехотного полка Короля (будущий 105-й линейный). 16 февраля 1791 года вышел в отставку, однако уже 18 сентября вернулся к активной службе, и в звании младшего лейтенанта был зачислен в 1-й батальон добровольцев Уазы. 31 января 1792 года избран сослуживцами капитаном того же батальона, служил в рядах Северной армии. 24 мая 1794 года назначен командиром батальона 28-й полубригады линейной пехоты. С 1795 года по 1796 год служил во Внутренней армии. 29 августа 1796 года переведён в 40-ю линейную полубригаду. В 1798 году определён в Гельветическую армию, 14 февраля 1800 года – в Резервную армию. 9 июня отличился в сражении при Монтебелло, 14 июня тяжело ранен осколком при Маренго, где под ним были ранены две лошади. 15 сентября 1802 года был Первым консулом награждён Почётной саблей.
22 декабря 1803 года назначен заместителем командира 11-го полка линейной пехоты в Батавской армии. 1 февраля 1805 года – полковник, командир 103-го полка линейной пехоты. Служил в дивизии генерала Газана 5-го корпуса Великой Армии. 11 ноября 1805 года прославился своими действиями в сражении при Дюренштейне. 16 февраля 1807 года отличился при Остроленке, и через пять дней получил звание бригадного генерала. В этот же день назначен командиром 1-й бригады в дивизии Газана.
7 сентября 1808 года вместе с 5-м корпусом переведён в состав Армии Испании. Весной 1809 года отозван во Францию с назначением в Армию Германии, с 17 мая командовал 2-й бригадой 1-й пехотной дивизии Резервного корпуса генерала Жюно. 1 декабря 1809 года возвратился на Пиренеи. С 1810 года командовал 1-й бригадой 6-й пехотной дивизии в составе 8-го корпуса Армии Португалии. 22 июля 1812 года в сражении при Саламанке временно возглавлял 6-ю дивизию.
28 января 1813 года произведён в дивизионные генералы, с 24 марта командовал 3-й пехотной дивизией Пиренейской Армии, 21 июня отличился в сражении при Витории, с 16 июля командовал 4-й пехотной дивизией Пиренейской Армии, 28 июля отличился при нападении на Сорорен, 8 октября ранен при форсировании Бидассоа, 10 декабря 1813 года сражался при Бассуссари. 27 февраля 1814 года отличился при Ортезе. 10 апреля в битве при Тулузе дивизия Топена занимает редут Сипьер. Успешно отбив первый штурм англичан, Элуа совершает ошибку и пропускает контратаку, в которой и погибает; беспорядок, вызванный его смертью позволяет генералу Бересфорду захватить редут. Генерал Топен умер в 11 часов утра в возрасте 46 лет. Впоследствии имя генерала было выбито на Триумфальной арке в Париже.

## Воинские звания
- Младший лейтенант (18 сентября 1791 года);
- Капитан (31 января 1792 года);
- Командир батальона (24 мая 1794 года);
- Майор (22 декабря 1803 года);
- Полковник (1 февраля 1805 года);
- Бригадный генерал (21 февраля 1807 года);
- Дивизионный генерал (28 января 1813 года).

## Титулы
- Барон Топен и Империи (фр. baron Taupin et de l'Empire; декрет от 19 марта 1808 года, патент подтверждён 2 июля 1808 года)[1].

## Награды
- Почётная сабля (15 сентября 1802 года)

 Легионер ордена Почётного легиона (24 сентября 1803 года)
 Офицер ордена Почётного легиона (14 июня 1804 года)
 Коммандан ордена Почётного легиона (25 декабря 1805 года)